# 星野仙蔵
星野 仙蔵（ほしの せんぞう、1870年2月15日〈明治3年1月15日〉 - 1917年〈大正6年〉8月26日）は、日本の実業家、政治家、剣道家。
星野家の当主は代々星野仙蔵を名乗っており、10代目に当たる。別名は星野安大郎。家業は回漕問屋「福田屋」。埼玉県会議員、衆議院議員を務め、東上鉄道（現、東武東上線）建設に尽力した。また、大日本武徳会の剣道家としても有名で、中等学校への剣道採用請願運動を推進し、大日本帝国剣道形制定委員も務めた。

## 略歴
武蔵国入間郡福岡村（現埼玉県ふじみ野市）生まれ。新河岸川の舟運で栄える福岡河岸で回漕問屋「福田屋」を営み、米穀取引所監査や川越商業銀行頭取、黒須銀行を経て、1899年（明治32年）に埼玉県会議員になる。1904年（明治37年）の第9回衆議院議員総選挙で福岡村（後の上福岡市、現在のふじみ野市）から初の衆議院議員（憲政本党）に当選。
女優の星野真里は曽孫にあたる。

## 業績

### 回漕問屋「福田屋」
星野家は、1831年（天保2年）から1911年（明治時代末）まで、福岡村の新河岸川で回漕問屋「福田屋」を営んでいた。福田屋は7代目星野仙蔵が回漕業を起こし、福岡河岸で回漕業と肥料・薪・農産物の仲買い商、船問屋として大いに繁栄し、明治の中頃に最盛期を迎えた。10代目星野仙蔵が鉄道誘致に尽力したことで家業を圧迫し、産業として廃れた。
明治初めの1870年頃に建てられた福田屋の建物は、現在、ふじみ野市福岡三丁目にある、福岡河岸記念館として保存、公開されており、往時の隆盛をしのぶことができる。現在残っているのは主要な建物の母屋・台所、離れ、文庫蔵の3棟のみだが、当時は十数棟の建物が築かれていた。特に10代目星野仙蔵が1900年（明治33年）頃に完成させた「離れ」は接客、社交の場として建てられた。当時珍しい木造3階建てで、郷土史家が「丸で城郭に見えた」と記すほど豪華だった。1909年（明治42年）の屋敷図では、10代目が館長を務めた福岡名信館の剣道場もみられる。
8代目や10代目星野仙蔵などに関連する古文書の「福田屋文書」が上福岡歴史民俗資料館に残されている。
川越城の「家老詰所」は、1873年に福田屋の分家に移設され、1987年まで分家の母屋として使用されていたものを再度移築されたもの。
子孫（星野真里の実家）は上福岡駅東口でタバコ屋を経営しており、埼玉県で一番売り上げがあるタバコ屋という。

### 東上鉄道（現東武東上線）
衆議院議員だった頃から東上鉄道（現、東武東上線）敷設に多大な貢献をし、東上鉄道の創業当初は監査役に就任した。
1902年（明治35年）、星野は綾部利右衛門ら川越商人7名と埼玉県の川越から直線で東京へ結ぶ鉄道（京越鉄道）の敷設を計画、星野は川越地方地元側の中心的な役割を果たした人物として東上鉄道（現東武東上線）の建設に尽力する。1904年（明治37年）に衆議院議員初当選の同期議員で、後に「鉄道王」と呼ばれた当時の著名な実業家初代根津嘉一郎から東上鉄道建設計画の話を聞いて、地元財界側の有力者として惜しみない協力を申し出た。
星野は回漕問屋「福田屋」の当主だったが、河川改修と鉄道の出現などで新河岸川舟運を見限り、東上鉄道の開通に力を注いだ。その後、星野は1911年（明治44年）11月11日の東上鉄道創立総会で、監査役として地元側としてただ一人同社の経営陣に入った（取締役社長には根津が就任）。1914年（大正3年）5月1日に待望の東上鉄道の池袋駅 - 田面沢駅間が開通。星野のお膝元である上福岡駅や鶴瀬駅には駅開業の記念碑が残っており、星野の偉業を讃えている。

### 剣道
1902年（明治35年）、高野佐三郎から小野派一刀流剣術の免許皆伝を受けた。大日本武徳会剣道8段の腕前で、自宅に福岡明信館と称する道場を新築して門弟を指導した。
衆議院議員時代には同郷の議員小沢愛次郎らと共に剣道など武道の中学校正科編入への請願運動を推進し、1905年（明治38年）に武道の中学校正科への編入建議案「体育ニ関スル建議案」を帝国議会へ提出（この時は否決）、1908年（明治41年）についに衆議院にて同様の建議案が可決され、学校剣道本格化を実現させた。1911年（明治44年）には大日本帝国剣道形制定の委員にも就いている。
生前の貢献が認められ、2005年（平成17年）、全日本剣道連盟による剣道殿堂に特別顕彰者として推戴された。

## エピソード
以下のように篤志家としてのエピソードが伝わっている。
- 東上鉄道の上福岡駅開設に当たり1600円と多額の寄付。駅敷地代が1920円80銭というからその大きさが窺える。
- 家業圧迫への影響を省みず鉄道誘致に尽力。鉄道が通った為に分家の方は繁栄し、本家は衰退してしまった。
- 明治43年の大水害では陣頭指揮を執り、保有米を放出、炊き出した握り飯を伝馬船に満載し村々を回り感謝された。